# Celestus microblepharis
Celestus microblepharis е вид влечуго от семейство Слепоци (Anguidae).

## Разпространение
Видът е разпространен в Ямайка.